# 普拉斯 (加利福尼亞州)
普拉斯（英語：Plasse）是位於美國加利福尼亞州阿馬多爾縣的一個非建制地區。該地的面積和人口皆未知。

## 地理
普拉斯的座標為38°38′14″N 120°07′36″W / 38.63722°N 120.12667°W，而該地的平均海拔高度為2221米（即7287英尺）。